# Kävsjö kyrka
Kävsjö kyrka är en kyrkobyggnad som tillhör Kävsjö församling i Växjö stift. Kyrkan ligger tre kilometer öster om Hillerstorp i Gnosjö kommun.

## Kyrkobyggnaden
Kävsjö träkyrka är den tredje i ordningen. Den första kyrkan på platsen uppfördes i trä på 1200-talet. Det har antagits att den förintades genom en brand, men när det skedde finns inga uppgifter. Den andra träkyrkan byggdes under medeltidens senare del  och från denna härstammar troligen sakristian som är bevarad och ingår i den befintliga kyrkobyggnaden. Ett kyrktorn byggdes till  1741 vilket innebar att klockorna överfördes från  den tidigare  fristående klockstapeln från 1704 som revs.
Den nuvarande kyrkobyggnaden uppfördes under ledning av byggmästare Anders Jonsson. Kyrkan byggdes i etapper 1775–1776. Det rakslutande koret i öster uppfördes först följt av långhuset 1775. Tornbyggnaden i väster från föregående kyrka behölls. Tornet med huvudingången är försett med en större lanternin med dubbla ljudöppningar. Lanterninens tak består av en spira krönt med en korsglob.
Interiören med sina slutna bänkar präglas av draperimålningarna kring kyrkfönstren och i  koret utförda av Samuel Lindgren. En målningen i det platta långhustaket föreställande Treeningheten är  ett verk av Carl Ruuth, liksom  hans målning i kortaket med motivet Kristi himmelsfärd. 

## Inventarier
- Dopfunten är  huggen i sandsten och daterad till  1200-talet. (Okänd stenmästare.) Över dopfunten en ljuskrona i järn, antagligen medeltida. Bildvävnaden på väggen intill funten är utförd 1966 av Ingrid Danielsson, Hjälmseryd.
- Triumfkrucifixet  i triumfbågen är utfört i lövträ under  1300-talet av en regional verkstad  i Östergötland.
- Altarskåpet är framställt 1955 av Curt Thorsjö. Centralmotivet är ”Kristi  intåg i Jerusalem”.
- Altarringen och predikstolen tillkom vid restaureringen i mitten av 1950-talet.

## Galleri

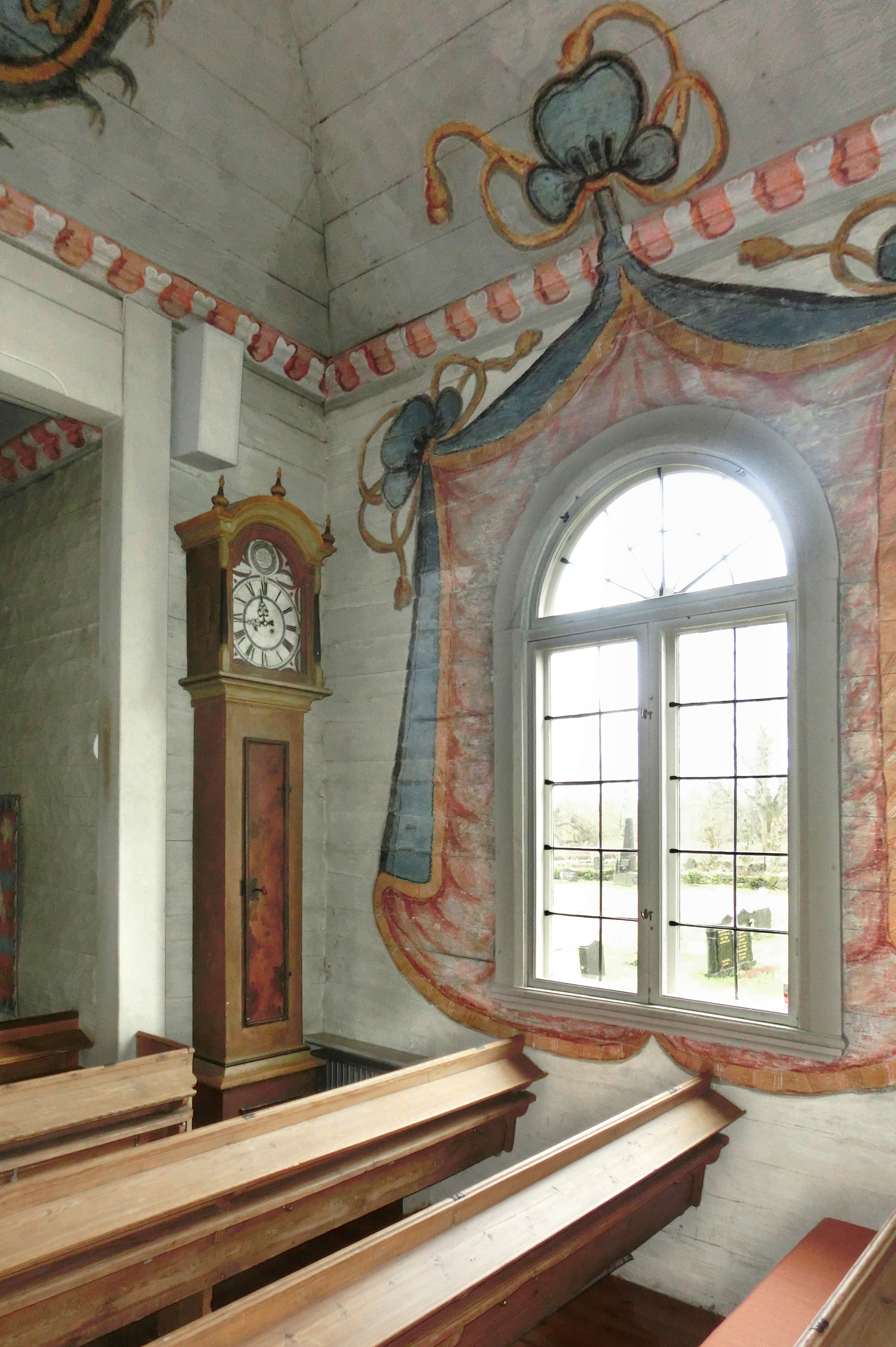
Draperimålingar, utförda av Samuel Lindgren kring ett fönster, samt ett för småländska kyrkor typiskt golvur.
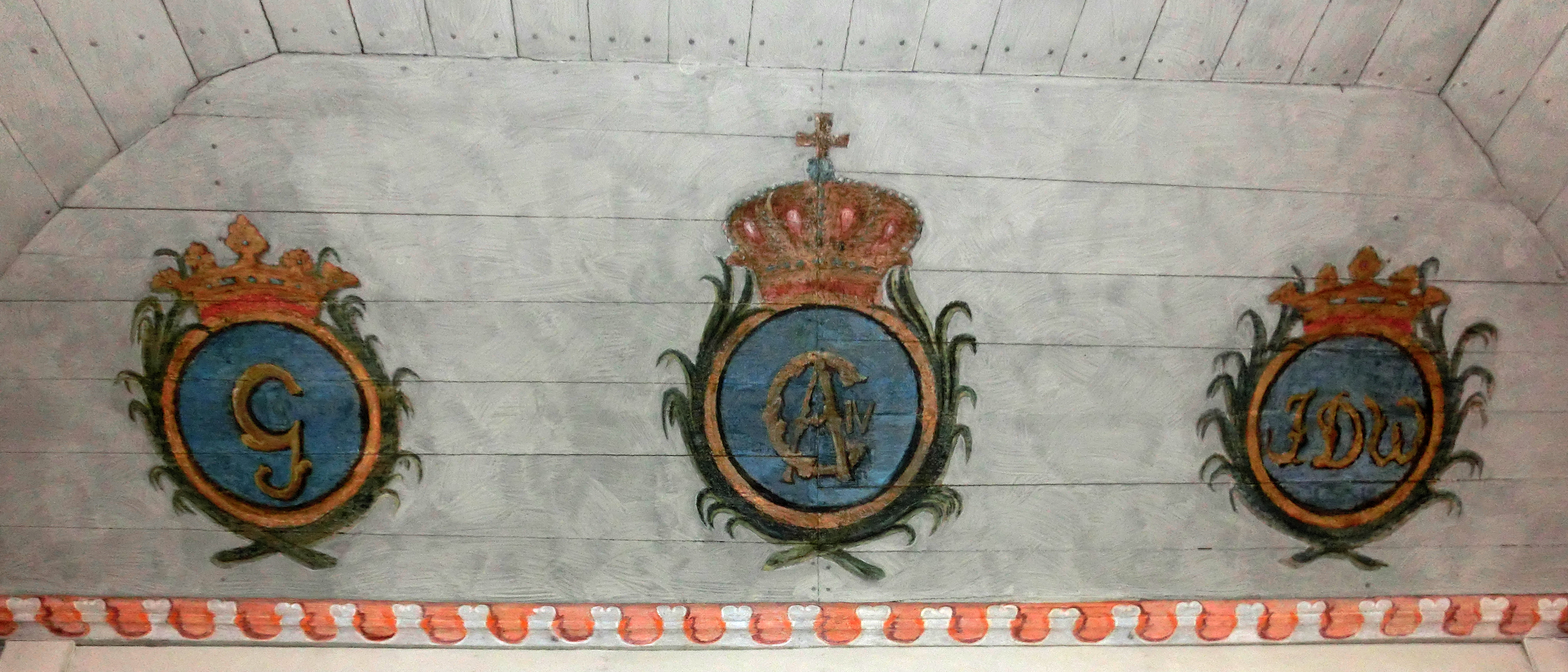
Kungliga monogram för Gustav IV Adolf, hans drottning Fredrika av Baden, samt sonen kronprins Gustav.
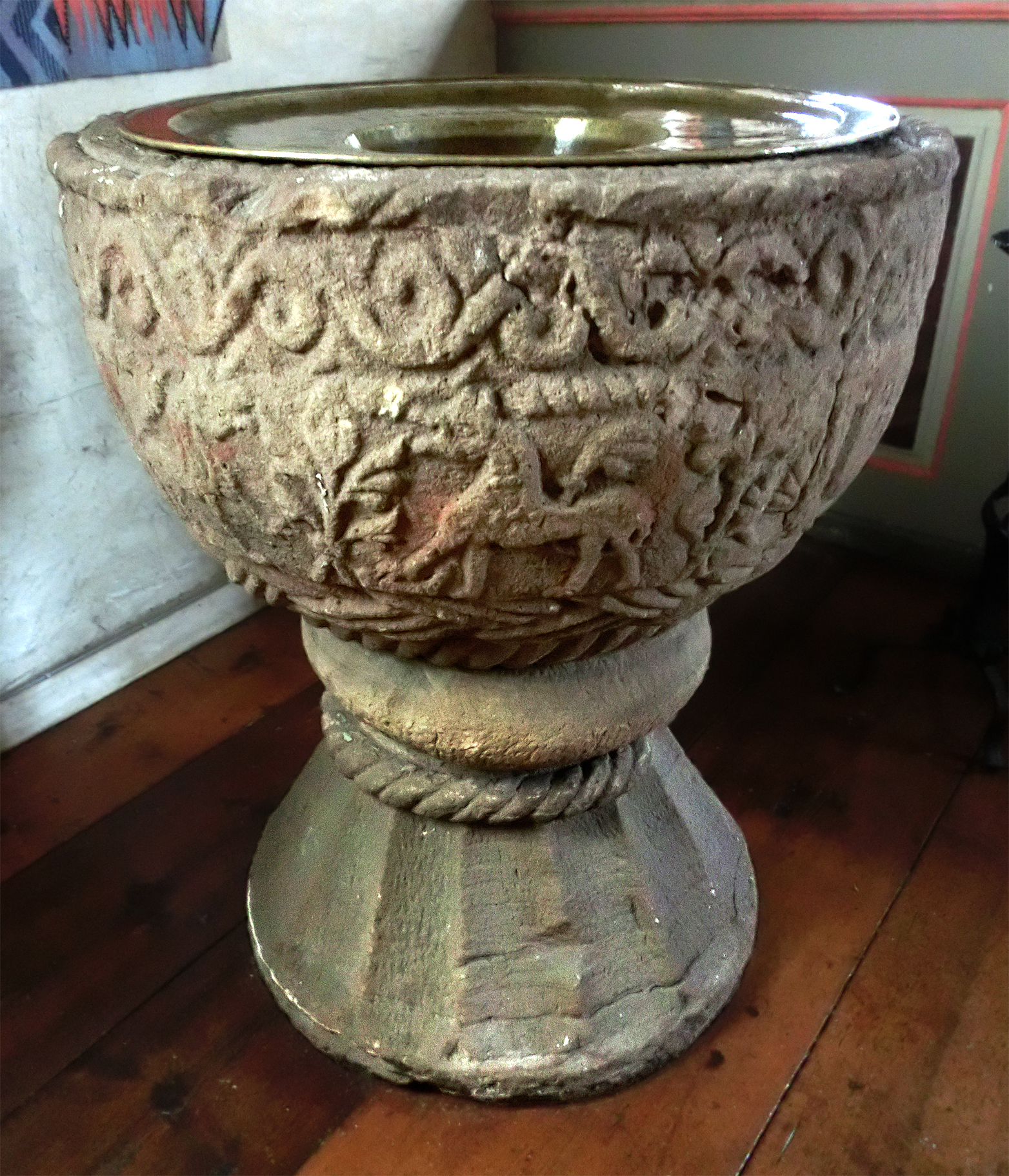
Den romanska dopfunten i sandsten.
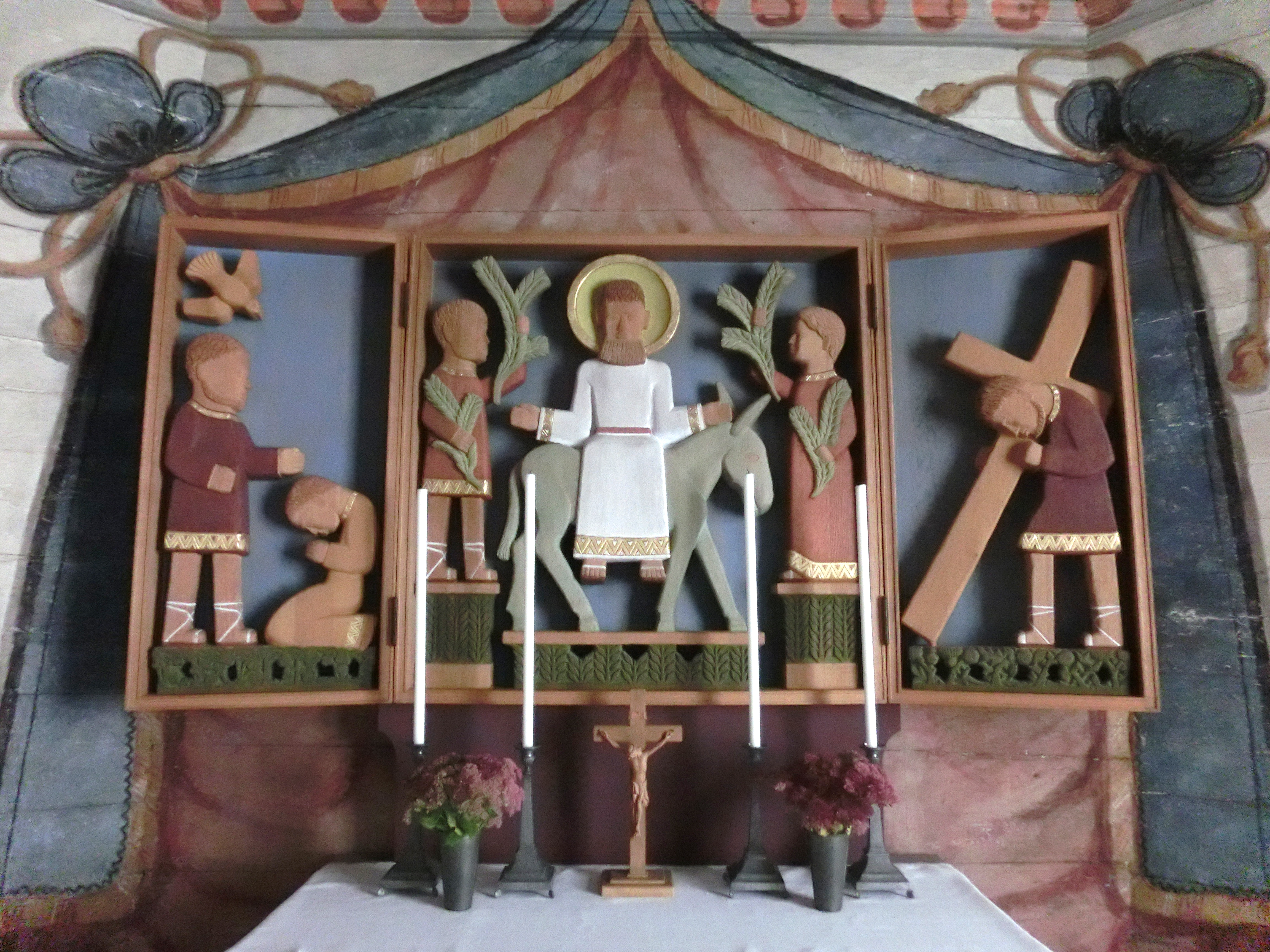
Altarskåpet av Curt Thörnsjö.
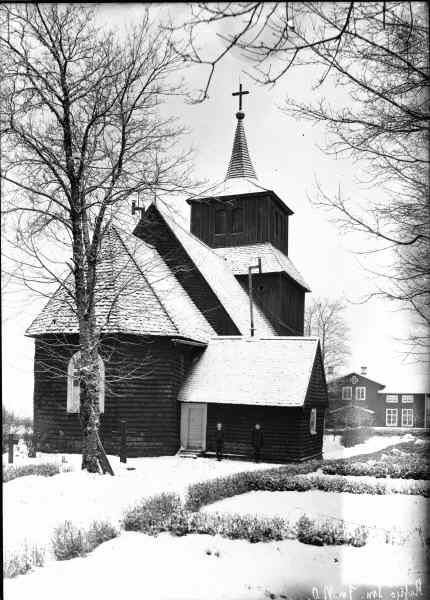
31 december 1916.

## Orglar
- 1953 byggde Wilhelm Hemmersam, Köpenhamn en orgel med 10 stämmor. Tidigare användes ett harmonium i kyrkan. Hemmersamorgeln såldes 1973 till kyrkan på High Chaparral.
- 1973 byggde Olof Hammarberg, Göteborg en mekanisk orgel på läktaren till kyrkan. Alla manualstämmor, utom Principal 4' har ett gemensamt svällskåp.

| Manual I     | Manual II       | Pedal            | Koppel |
| Rörflöjt 8´  | Gedakt 8´       | Gedaktpommer 16´ | I/P    |
| Principal 4' | Koppelflöjt 4'´ |                  | II/P   |
| Flautino 2´  | Principal 2´    |                  | II/I   |
| Mixtur II    |                 |                  |        |

- Kororgel.